# AS Nianan
El AS Nianan es un equipo de fútbol de Malí que participa en la Primera División de Malí, la liga de fútbol más importante del país.

## Historia
Fue fundado en el año 1979 a raíz de la fusión de los equipos Meguétan, Société Sportive y Soundiata FC, todos equipos de la ciudad de Koulikoro. Nunca ha sido campeón de la Primera División ni ha ganado título alguno, pero ha sido 3 veces finalista del torneo de copa.
A nivel internacional ha participado en 3 torneos continentales, donde nunca ha avanzado más allá de la segunda ronda.

## Palmarés
- Copa de Malí: 0
  - Finalista: 3

1994, 1999, 2004

## Participación en competiciones de la CAF
| Temporada | Torneo                       | Ronda      | Club                   | Casa | Visita | Global      |
| --------- | ---------------------------- | ---------- | ---------------------- | ---- | ------ | ----------- |
| 1994      | Copa CAF                     | 1          | Delta                  | 1-1  | 2-0    | 3-1         |
| 1994      | Copa CAF                     | 2          | JS Kairouan            | 3-1  | 1-3    | 4-4 (5-6 p) |
| 1995      | Recopa Africana              | 1          | Etoile Filante de Lomé | 0-1  | 2-0    | 2-1         |
| 1995      | Recopa Africana              | 2          | Julius Berger FC       | 1-3  | 0-5    | 1-8         |
| 2005      | Copa Confederación de la CAF | Preliminar | OC Khouribga           | 1-1  | 0-1    | 1-2         |